# Symplecta chosenensis
Symplecta chosenensis là một loài ruồi trong họ Limoniidae. Chúng phân bố ở miền Cổ bắc.